# Liste der Brücken in Berlin/IJ

## Erläuterung
- (Musterbrücke) = in Klammern gesetzt:  namenlose Brücken.
- Musterbrücke = kursiv gesetzt: ehemalige Brücken.  (Siehe ausführlich: Aufbau der Listen)

## I
| Fotografie | Name der Brücke   | Ortsteil | Anmerkungen | Lage   |
| ---------- | ----------------- | -------- | --- | ------ |
|            | Ihnestraßenbrücke | Dahlem   | Die Ihnestraßenbrücke überspannt am Harnack-Haus die in einem Einschnitt verlaufende Trasse der U-Bahn-Linie U3. Auf der Brücke befindet sich die Kreuzung der Straßenzüge Saargemünder Straße / Brümmerstraße und Ihnestraße / Kehler Weg. Die Brücke ist wie die Ihnestraße nach dem Architekten und Hofbaumeister Ernst von Ihne benannt. | Karten |
|            | Inselbrücke       | Mitte    | Die Inselbrücke ist eine seit dem 17. Jahrhundert bestehende Straßenbrücke im Verlauf der Inselstraße über den westlichen Spreearm, die in Stromrichtung die erste Brücke an der Spreeinsel ist. Sie befindet sich im Einzugsbereich des historischen Berliner Hafens. Die heutige steinerne Gewölbebrücke stammt aus den Jahren 1912–1913, gebaut nach Plänen von Ludwig Hoffmann und Stadtbaurat Friedrich Krause und steht unter Denkmalschutz. Im amtlichen Verzeichnis wurde am 19. Juli 1994 der Name der Inselbrücke (Nummer 44670) in „Inselbrücke (Spreekanal)“ (17003) geändert. | Karten |

## J
| Fotografie                                                                                              | Name der Brücke          | Ortsteil            | Anmerkungen | Lage   |
| --- | ------------------------ | ------------------- | --- | ------ |
| | Jannowitzbrücke          | Mitte               | Die Brücke verbindet die Alexanderstraße über die Spree mit der Brückenstraße. Der Bau der ersten Jannowitzbrücke erfolgte 1822 mithilfe einer durch den Berliner Baumwollfabrikanten Christian August Jannowitz gegründeten Brückenbau-Aktiengesellschaft als Jochbrücke. 1881 bis 1883 entstand eine neue, 17 Meter breite und 83 Meter lange dreibogige Eisenfachwerkbrücke. Ab 1927 wurde sie für den Bau der heutigen U-Bahn-Linie 8 demontiert und 1930 bis 1932 eine neue Eisenträgerbrücke errichtet. Die neue Konstruktion wurde am Ende des Zweiten Weltkrieges gesprengt. Erst 1954 war die heutige vierte Jannowitzbrücke fertiggestellt. Sie befindet sich direkt an der Berliner Stadtbahn und bildet die westliche Grenze des Areals des Investorenprojektes Mediaspree, das sich im Osten bis zur Elsenbrücke erstreckt. (Benennung durch Bekanntmachung vom 8. Mai 1825) | Karten |
| | Joachim-Tiburtius-Brücke | Steglitz            | Die nach dem Berliner Politiker Joachim Tiburtius benannte Brücke führt die verlängerte ehemalige A 104 über die A 103 und die Schloßstraße im Ortsteil Steglitz. Sie wurde 1971 errichtet und in den Jahren 1992/93 für rund 9 Mio. DM total erneuert. Die Brücke ist nun 76,11 m lang, 14 m breit und weist eine Brückenfläche von 1065 m²auf. Ein Erkennungszeichen der Brücke ist der unmittelbar angebaute 46 Meter hohe Bierpinsel genannte Turm, der nach Entwürfen des Architektenehepaars Ralf Schüler und Ursulina Schüler-Witte errichtet wurde. Die Brücke wurde Anfang 2017 zusammen mit dem ehemaligen Turmrestaurant Bierpinsel und dem U-Bahnhof Schloßstraße als Ensemble unter Denkmalschutz gestellt. Begründet wird dies mit dem als zeittypisch geltenden leicht futuristischen Charakter. | Karten |
| | Juliusturmbrücke         | Spandau             | Die Juliusturmbrücke ist eine Stahl-Balkenbrücke. Sie entstand 1937–1939, als die 1924 errichtete hölzerne Berliner-Tor-Brücke nach Norden an die frühere Berliner Chaussee verlegt wurde. Nach Umbenennung der darüberführenden Straße in Am Juliusturm erhielt das Bauwerk den heutigen Namen. Die 104 m lange Brücke führt die Straße Am Juliusturm über die Havel südlich der Schleuse Spandau. Technische Parameter: Die Brücke befindet sich am Kilometer 0,31 der Havel-Oder-Wasserstraße und hat eine durchschnittliche Durchfahrtshöhe von 4,45 m. | Karten |
| Eröffnung des Bahnhofs Berlin Julius-Leber-Brücke mit dem ersten Zug Richtung Innenstadt am 2. Mai 2008 | Julius-Leber-Brücke      | Schöneberg          | Die Straßenbrücke führt die Kolonnenstraße über den Einschnitt der Berlin-Potsdamer-Bahn, in der heute nur noch die Gleise der Berliner Nordsüd-S-Bahn liegen, und bildet einen Westausgang der von Gleisanlagen umschlossenen Roten Insel. In den 1870er Jahren als Überführung der Colonnenstraße über die Berlin-Potsdam-Magdeburger Eisenbahn errichtet, erhielt sie bei ihrem Neubau 1892 aus Schweißeisen den Namen Sedan-Brücke. 1937, zeitgleich mit den Umbauarbeiten für die Nord-Süd-S-Bahn, wurde die Brücke durch einen Neubau südlich verbreitert. Diese Brücke ist heute die nördliche Fahrbahn; 1955 erfolgte ein weiterer südlicher Anbau. Mit dem Neubau des 2008 eröffneten S-Bahnhofs Julius-Leber-Brücke bekam die Brücke einen Gehweg an der Nordseite und jeweils zwei Zugangstreppen und zwei barrierefreie Aufzüge von der Brücke zu den beiden Bahnsteigen. Die Brücke trägt heute den Namen des 1945 hingerichteten Reichstagsabgeordneten und Widerstandskämpfers Julius Leber, der während der Kriegsjahre auf der Roten Insel getarnt als Kohlenhändler im Widerstand gearbeitet hatte. | Karten |
| | Jungfernbrücke           | Mitte               | Die Jungfernbrücke ist die älteste noch erhaltene Brücke der Stadt und zugleich die einzige der früheren insgesamt neun baugleichen Klappbrücken. Sie überspannt den Spreearm Kupfergraben und verbindet die Straßen Friedrichsgracht und Unterwasserstraße. | Karten |
| Jungfernsteg, 1914                                                                                      | Jungfernsteg             | Charlottenburg-Nord | Der ehemalige Fußgängersteg überspannte den Berlin-Spandauer Schifffahrtskanal nordwestlich des Westhafens und der Seestraße. Er verband den Saatwinkler Damm mit dem Nordufer auf der Höhe der heutigen Justizvollzugsanstalt Plötzensee. Der abgebildete Steg stammte aus dem Anfang des 20. Jahrhunderts und ersetzte einen hölzernen Vorgängersteg von 1895 bereits bald nach dessen Fertigstellung. Einen Ersatzbau gibt es an dieser Stelle heute nicht. | Karten |